# Чадаколоб
Чадаколоб — село в Тляратинском районе Дагестана. Административный центр сельского поселения сельсовет Чадаколобский.

## География
Расположено в 10 км к северу от районного центра — села Тлярата, на реке Сараор.

## Население
| 1869 | 1888 | 1895 | 1926 | 1939 | 1970 | 1989 |
| ---- | ---- | ---- | ---- | ---- | ---- | ---- |
| 184  | ↗221 | ↗230 | ↘111 | ↗137 | ↗205 | ↗297 |
| 2002 | 2010 | 2021 |      |      |      |      |
| ↗420 | ↘228 | ↗260 |      |      |      |      |